# Sylvie Becaert
Sylvie Becaert (Lilla, 6 settembre 1975) è un'ex biatleta e fondista francese.

## Biografia
Originaria di Annecy, ha esordito come fondista, prendendo parte anche ai Mondiali juniores del 1994.
Ha iniziato a praticare biathlon a livello agonistico nel 1997 e nel 1999 è entrata a far parte della nazionale francese. Ha ottenuto i suoi migliori risultati nella stagione 2002-2003, quando dove arrivò 3ª nella classifica generale di Coppa del Mondo, vinta da Martina Beck, vincendo la classifica di sprint e chiudendo al 3º posto quella di inseguimento e quella di partenza in linea, e conquistò anche una medaglia d'oro ai Mondiali di Chanty-Mansijsk.
In carriera ha partecipato a sette edizioni dei Mondiali e, oltre all'oro vinto in Russia, ne ha ottenuto un altro a Pyeongchang 2009 nella staffetta mista (con Marie-Laure Brunet, Vincent Defrasne e Simon Fourcade), oltre al bronzo nella staffetta femminile vinta dalla Russia davanti alla Germania. Ha anche preso parte a tre edizioni dei Giochi olimpici invernali, ottenendo il miglior risultato individuale al debutto: a Salt Lake City 2002 nella 15 km arrivò 16ª; nelle staffette a Torino 2006 ha conquistato il bronzo e a Vancouver 2010 l'argento.

## Palmarès
L'intero palmarès della Becaert è relativo a competizioni di biathlon.

### Olimpiadi
- 2 medaglie:
  - 1 argento (staffetta 4 x 6 km[1] a Vancouver 2010)
  - 1 bronzo (staffetta 4 x 6 km[1] a Torino 2006)

### Mondiali
- 8 medaglie:
  - 2 ori (sprint[1] a Chanty-Mansijsk 2003;staffetta mista a Pyeongchang 2009)
  - 1 argento (staffetta femminile[1] ad Anterselva 2007)
  - 2 bronzi (staffetta femminile[1] a Östersund 2008; staffetta femminile[1] a Pyeongchang 2009)

### Coppa del Mondo
- Miglior piazzamento in classifica generale: 3ª nel 2003
- Vincitrice della Coppa del Mondo di sprint nel 2003
- 24 podi (5 individuali, 19 a squadre), oltre a quelli conquistati in sede olimpica e iridata e validi anche ai fini della Coppa del Mondo:
  - 4 vittorie (a squadre)
  - 9 secondi posti (3 individuali, 6 a squadre)
  - 11 terzi posti (2 individuali, 9 a squadre)

#### Coppa del Mondo - vittorie
| Data             | Località   | Nazione  | Spec.                                                                |
| ---------------- | ---------- | -------- | -------------------------------------------------------------------- |
| 25 gennaio 2002  | Anterselva | Italia   | RL (con Delphyne Burlet, Sandrine Bailly e Corinne Niogret)          |
| 5 gennaio 2006   | Oberhof    | Germania | RL (con Delphyne Peretto, Florence Baverel-Robert e Sandrine Bailly) |
| 17 dicembre 2006 | Hochfilzen | Austria  | RL (con Florence Baverel-Robert, Delphyne Peretto e Sandrine Bailly) |
| 3 gennaio 2007   | Oberhof    | Germania | RL (con Florence Baverel-Robert, Delphyne Peretto e Sandrine Bailly) |

Legenda:

RL =staffetta